# Limnocyon
Il limnocione (gen. Limnocyon) è un mammifero estinto, appartenente agli ienodonti. Visse nell'Eocene medio (circa 46 - 40 milioni di anni fa) e i suoi resti fossili sono stati ritrovati in Nordamerica.

## Descrizione
Questo animale doveva essere della taglia di una volpe. La forma generale del corpo doveva essere vagamente simile a quella di un mustelide come la martora, con zampe piuttosto corte e corpo allungato. 
Il cranio era un po' accorciato, con una forte cresta sagittale e creste occipitali ben sviluppate. La base del cranio era molto simile a quella di altri creodonti o anche dei carnivori. Non era presente una bolla timpanica ossificata ed era invece presente ancora un'arteria stapediale. Il processo paroccipitale era appiattito, spatolato e diretto all'indietro. La formula dentaria era 3-2/3, 1/1, 4/4, 2/2. Nei denti superiori, il secondo incisivo era ben sviluppato, quello mediano era ridotto e quello laterale spesso assente. I primi tre premolari erano dotati di una sola punta, mentre l'ultimo premolare era dotato anche di un robusto denticolo interno. Sul primo molare, il paracono e il metacono erano molto ravvicinati, mentre il secondo molare era dotato di un metacono rudimentale e di un parastilo molto allungato. Nella dentatura inferiore gli incisivi erano molto ridotti. Premolari e molari erano dotati di talonide, particolarmente ben sviluppato sui molari. 
L'omero era dotato di una cresta deltoide di forma particolare, che si interrompeva bruscamente a metà della diafisi. La superficie articolare distale era molto sviluppata e rugosa, in misura maggiore che in Oxyaena, e probabilmente indica un maggior adattamento alla corsa. Limnocyon era un animale plantigrado, ma questa caratteristica era meno spiccata rispetto agli ossienidi.

## Classificazione

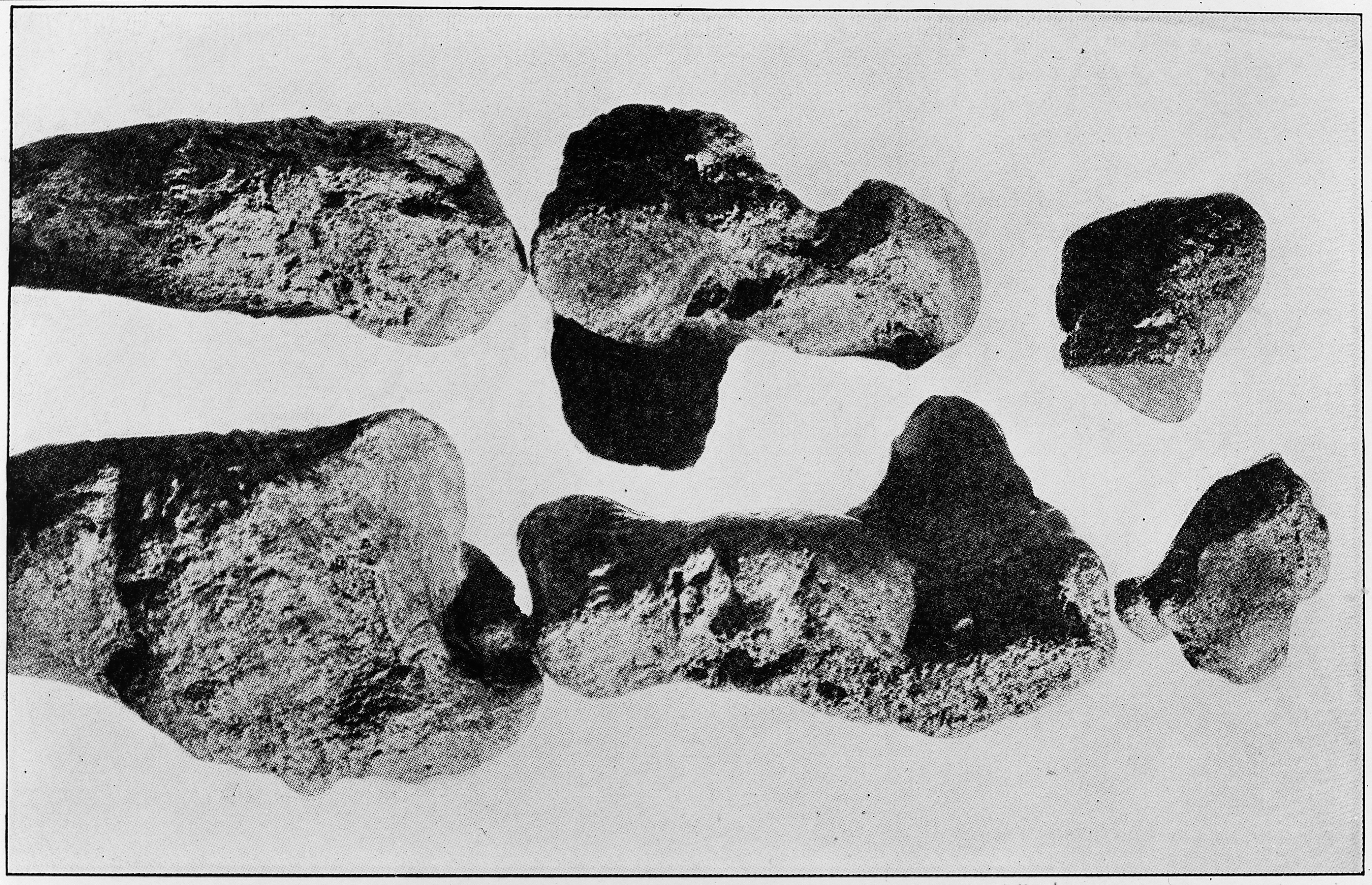
Tibia, fibula e ossa del metatarso di Limnocyon potens

Il genere Limnocyon venne descritto per la prima volta nel 1872 da Othniel Charles Marsh, sulla base di resti fossili ritrovati in Wyoming in terreni dell'Eocene medio; la specie tipo è Limnocyon verus, i cui fossili sono stati ritrovati anche in Utah. Al genere Limnocyon sono state attribuite anche altre specie, L. cuspidens e L. potens.
Limnocyon fa parte della sottofamiglia Limnocyoninae, un gruppo di creodonti di piccole dimensioni, la cui posizione sistematica all'interno del gruppo non è del tutto chiara. Sembra che i limnocionini fossero una branca laterale della famiglia Hyaenodontidae. Un animale simile a Limnocyon è Thinocyon.